# Bruna (Fluss)
Der Bruna ist ein 41 km langer Fluss in Italien, der die Provinz Grosseto (Toskana) von Nord nach Süd durchquert und in Castiglione della Pescaia in das Tyrrhenische Meer mündet.

## Verlauf
Der Fluss entspringt südlich von Massa Marittima in den Hügeln der Colline Metallifere und durchfließt dann den See Lago dell’Accesa. Die Gemeinde Massa Marittima verlässt er nach 2 km und durchfließt das Gemeindegebiet von Gavorrano für 4 km, wo er die Ruinen der Bruna-Staumauer antrifft. Nahe dem Ortsteil Castellaccia fließt von links der Nebenfluss Asina von Roccastrada kommend ein, dann wird er für 3 km zum Grenzfluss zwischen den Gemeinden Roccastrada und Gavorrano, wobei er bei Giuncarico (Gavorrano) die Via Aurelia unterfließt. Westlich von Montepescali (Ortsteil von Grosseto) wird der Fluss zum Grenzfluss zwischen Grosseto (östlich) und Castiglione della Pescaia (westlich). Hier fließt nahe Macchiascandona (auch Macchia Scandona genannt, Ortsteil von Castiglione della Pescaia) von rechts der Nebenfluss Sovata ein. Er passiert bei Badiola den Ortsteil Ponti di Badia (Castiglione della Pescaia) mit seiner Brücke und geht wenige Meter später im Naturschutzgebiet Riserva naturale Diaccia Botrona vollständig auf das Gebiet von Castiglione della Pescaia über. Kurz vor dem Hafen von Castiglione della Pescaia passiert er die im Oktober 1827 begonnene und im Mai 1828 fertiggestellte und 26 Meter lange Brücke Ponte Gaetano Giorgini, die nach dem Architekten (1795–1874) benannt wurde. Nach dem Hafen von Castiglione della Pescaia mündet der Fluss ins Tyrrhenische Meer.

## Geschichte
Der früher auch Salebro oder Salabrone genannte Fluss wird erstmals im Jahr 790 als Fluvio Brona vom Erzbischof von Lucca, Johannes I. (781–800), erwähnt, der den Fluss als Grenze zu Gavorrano definierte. 1038 erscheint der Fluss auf Landkarten als Fluvio Brama, 1051 als Brone, 1305 als Flumen Brunarum. In den Statuten von Montepescali wird er 1427 als Fiume de le Brone geführt. Die Bruna-Staumauer entstand 1470, stürzte aber bereits 1492 ein. Erste Maßnahmen zur Melioration entstanden wahrscheinlich schon durch die Etrusker und die Römer, die neuzeitlichen Arbeiten entstanden in der Zeit von 1828 bis 1848 durch den Großherzog der Toskana, Leopold II.

## Bilder

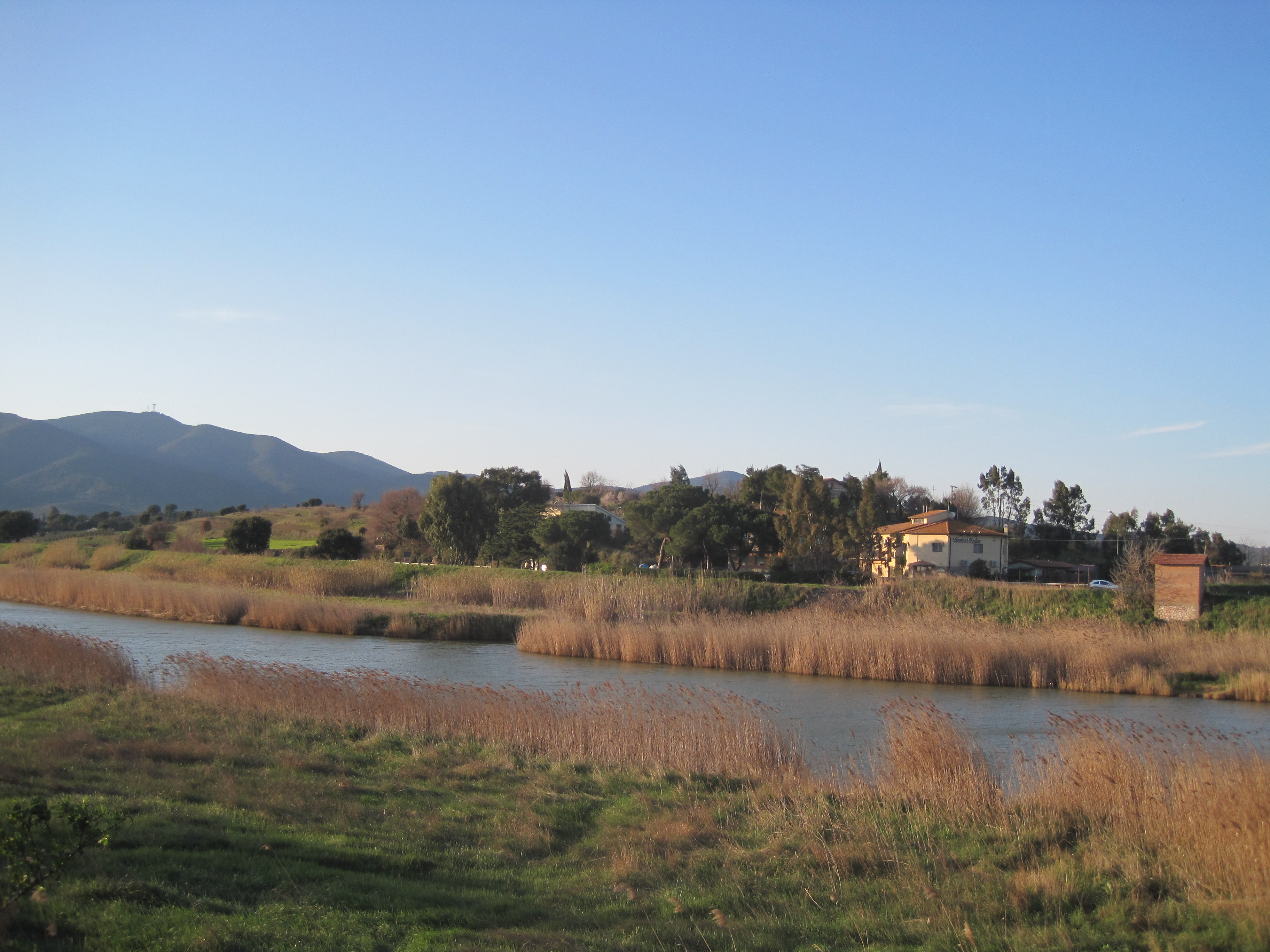
Der Bruna bei Ponti di Badia / Badiola
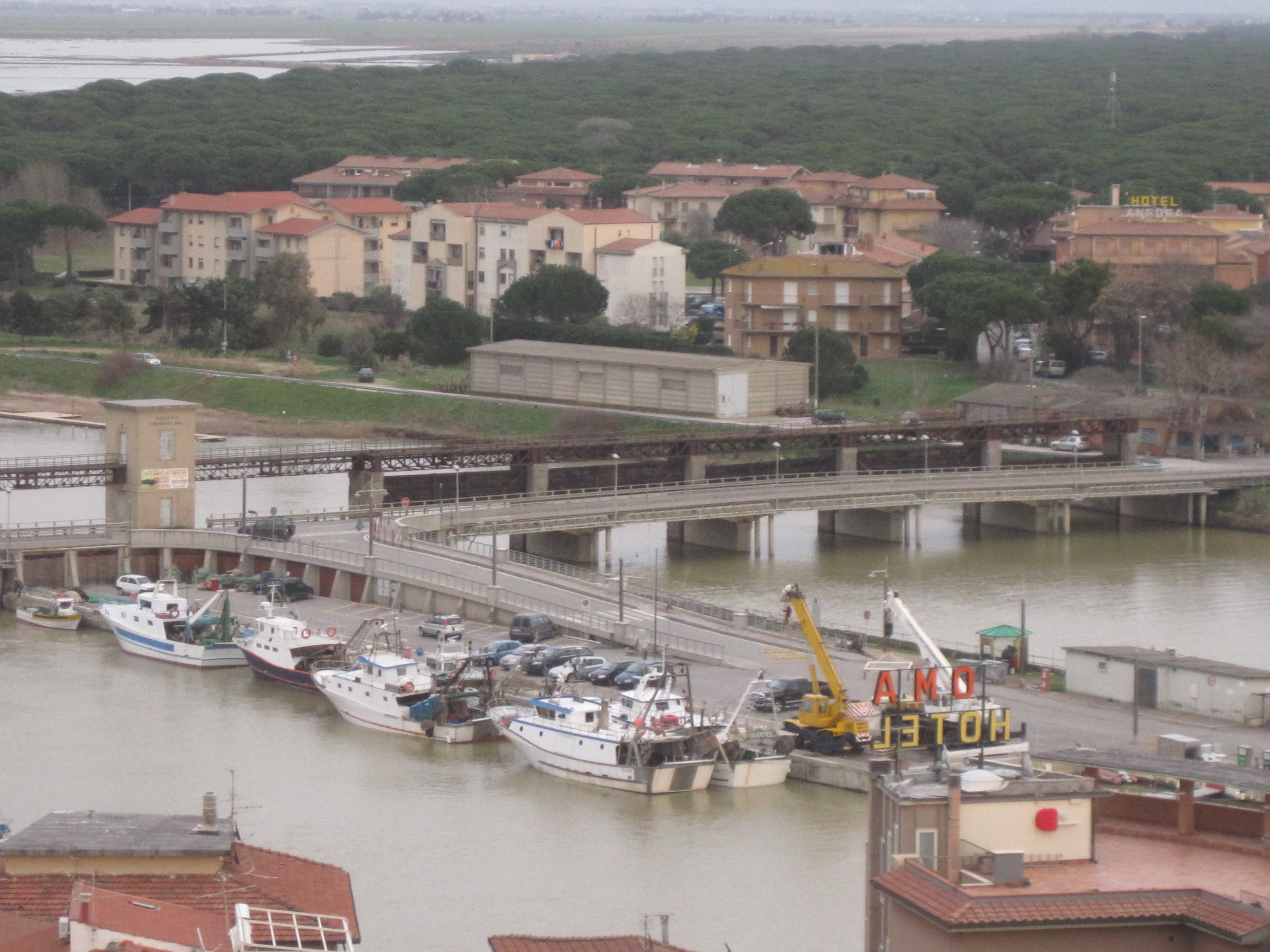
Die Brücke Ponte Gaetano Giorgini in Castiglione della Pescaia
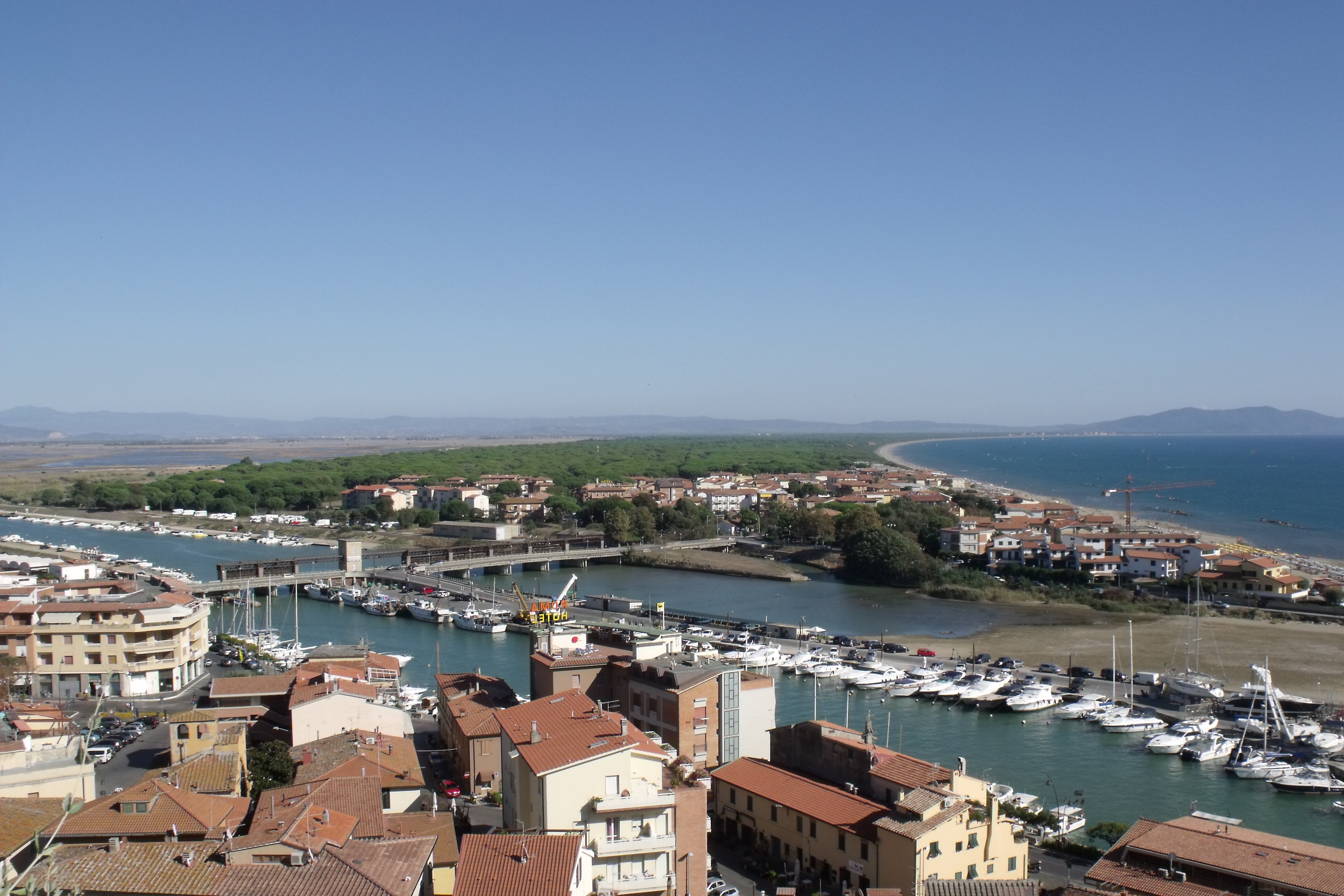
Die Brücke Ponte Gaetano Giorgini und der Hafen in Castiglione della Pescaia
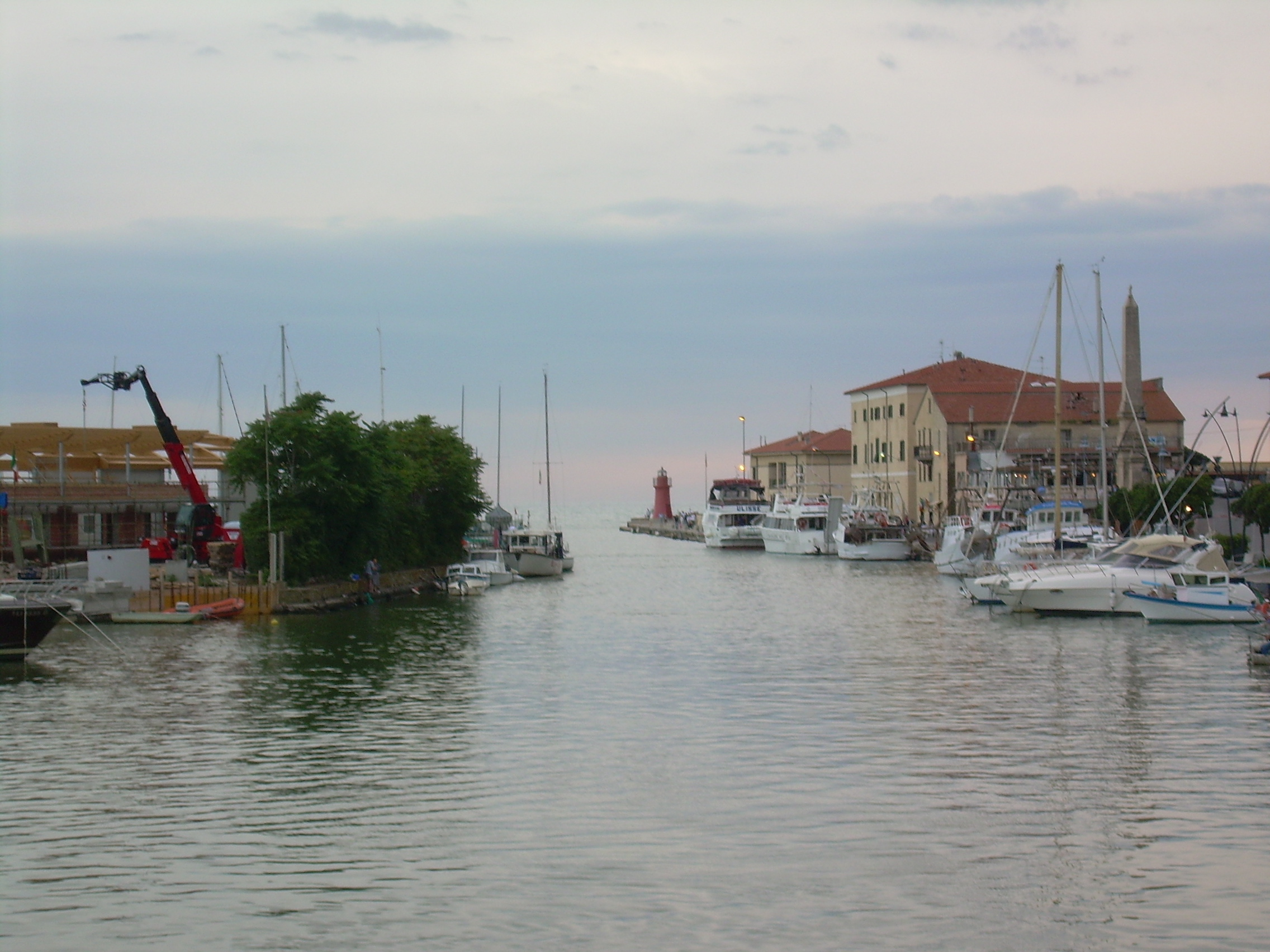
Die letzten Meter des Bruna vor der Mündung in Castiglione della Pescaia